# Zeferino González y Díaz-Tuñón
Zeferino González y Díaz Tuñón, O.P. (Villoria, 28 de janeiro de 1831 — Madrid, 29 de novembro de 1894) foi um religioso asturiano que chegou a ser cardeal e um dos filósofos espanhóis mais importantes do século XIX.

## Biografia
Zeferino González y Díaz-Tuñón nasceu em uma família de agricultores, filho de Manuel González González e Teresa Diaz Tuñón. Ingressou na Ordem dos Pregadores em 28 de novembro de 1844, Ocaña; profissão solene, 1845; foi para Manila para completar seus estudos, 1848; professor de filosofia, 1853.
Ordenado ao sacerdócio em janeiro de 1854, Manila. Professor de filosofia e teologia, Universidade de Manila, 1854-1866; voltou para a Espanha. Reitor do Colégio de Ocaña, 1868-1871. Membro da Real Academia de Ciências Políticas e Morais, 1873. Principal filósofo sistemático da Espanha na segunda metade do século XIX e uma força motriz da restauração do tomismo na filosofia cristã. Apresentado pelo rei da Espanha para a sé de Astorga, mas renunciou antes de ser eleito.
Eleito bispo de Málaga em 16 de junho de 1874, renunciou ao governo em 21 de junho de 1875. Nomeado para a sé de Córdoba em 5 de julho de 1875 por Pio IX. Recebeu a consagração episcopal no 24 de outubro seguinte, na escola dominicana em Ocaña, por Manuel García Gil, OP, arcebispo de Saragoça, assistido por Fernando Blanco y Lorenzo, OP, arcebispo de Valladolid, e José María Benito Serra y Juliá, OSB, bispo titular de Daulia.
Promovido à Sé Metropolitana de Sevilha em 15 de março de 1883, pelo Papa Leão XIII, e elevado a Cardeal no consistório de 10 de novembro de 1884; recebeu barrete vermelho e título de S. Maria sopra Minerva em 17 de março de 1887. Transferido para a sé primacial e metropolitana de Toledo com o título de Patriarca das Índias Ocidentais, em 27 de março de 1885. Novamente transferido para Sevilha em 15 de janeiro de 1886. Renunciou ao governo pastoral da arquidiocese de Sevilha em 28 de novembro de 1889.
Foi também vigário geral do Exército espanhol e capelão-mor da Capela Real. Foi condecorado com a Ordem de Isabel, a Católica; foi nomeado chanceler de Castela, conselheiro real e membro da Real Academia da Língua Espanhola; da História; e da Academia Romana de S. Tommaso d'Aquino.
Faleceu aos 63 anos, no Convento Dominicano de "La Pasión", de câncer na mandíbula. Exposto na catedral de Madrid e sepultado na igreja dominicana de Ocaña, arquidiocese de Toledo. Apenas fragmentos da lápide do rico mausoléu construído para guardar seus restos mortais ainda sobrevivem, após os saques durante a Guerra Civil Espanhola.